# براكيوصور
براكيوصورس (بالإنجليزية:Brachiosaurus) هو ديناصور من أحد فصائل الصوروبودا وكان يعيش خلال العصر الجوراسي المتاخر (155,6 إلى 145,5 مليون سنة سبقت) في أمريكا الشمالية. وهو أحد أضخم الحيوانات التي عاشت أو تعيش على اليابسة على الأرض عبر التاريخ، وتنتمي إليه عدة عائلات تصنف بحسب ما عثر عليه من أحفوريات تبين تكوين بنيته مثل أرجل أمامية طويلة ووضع مرتفع لفتحتي الأنف. الصوروبودا أجداده خرج منها نحو 150 فصيلة.

## وصفه

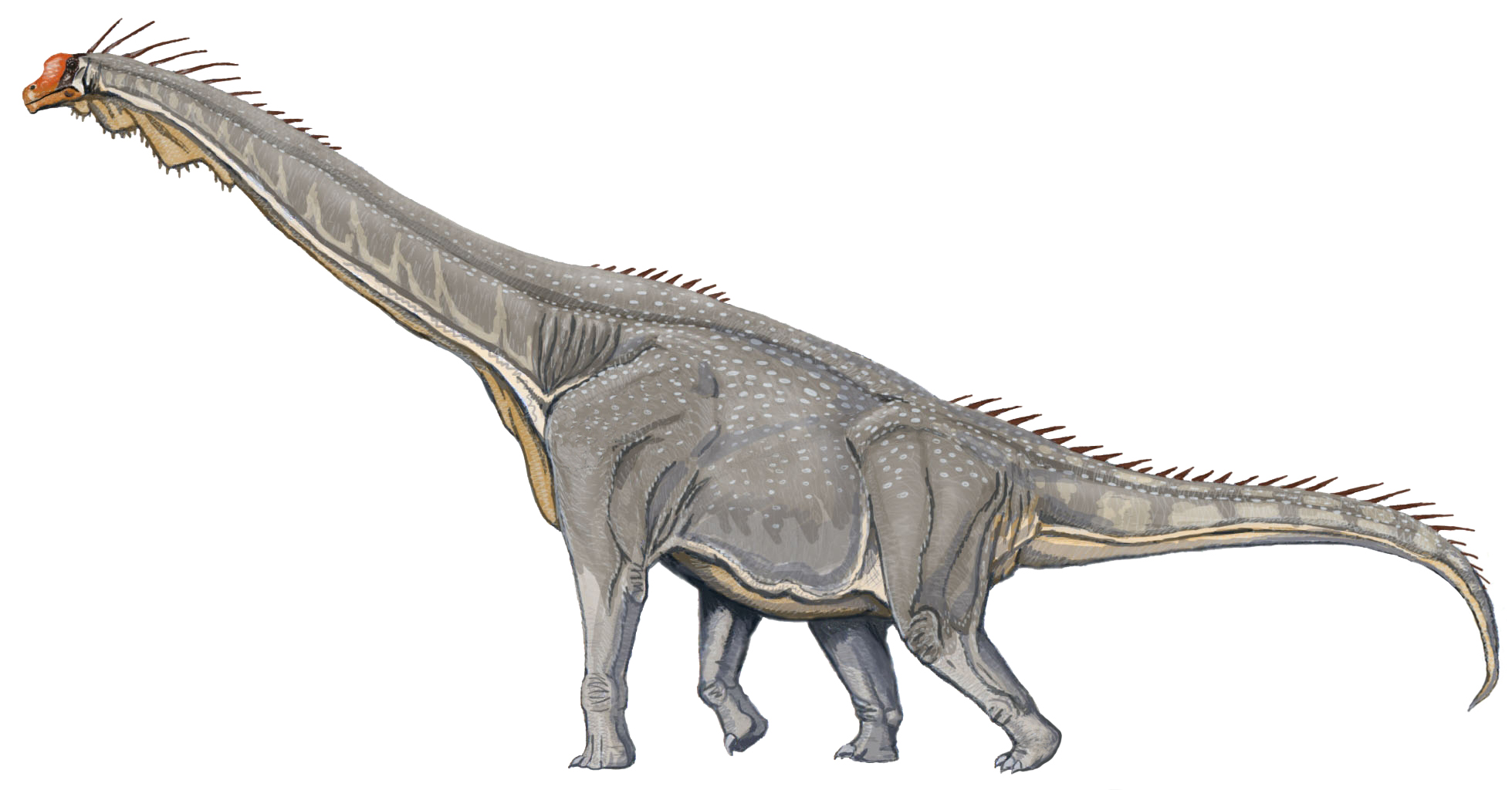
إعادة إنشاء

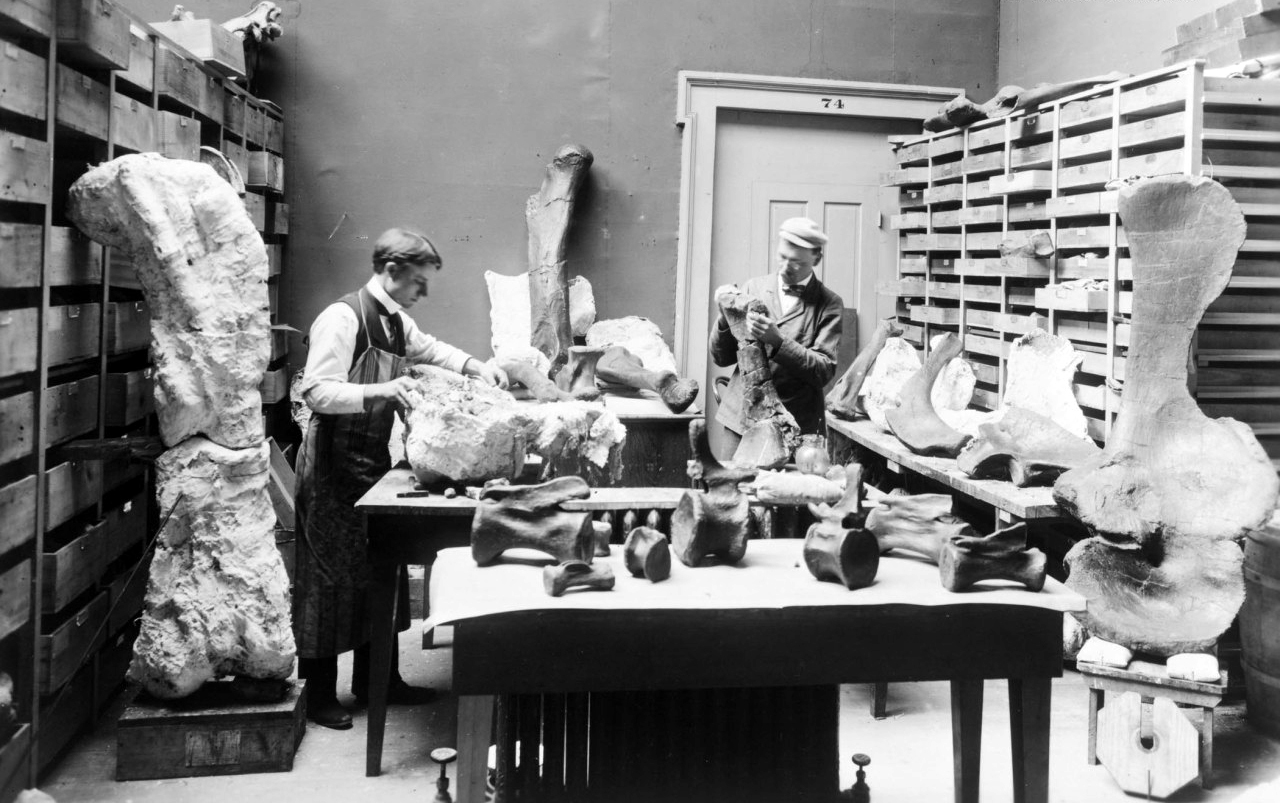
العالمان "بريجز" و"منكه" يدرسان عظاما متحجرة وجدت لجنس البراكيوصور

يقدر طول البراكيوصور نحو 23 متر ويبلغ ارتفاعه نحو 13 متر. وتقدر أطوال الكبيرة منها 25 - 27 متر. وكان علو الكتف نحو 5و6 متر. ويقدر وزن البراكيوصور بنحو 28 طن (من العالم سيباخار 1998) ويقدرها العالم فوستر (2007) بنحو 44 طن.
كانت جمجمة البراكيوصور مكورة بعض الشيء وذات فم مفرطح عريض، وكان حجمها صغير بالنسبة إلى حجم الحيوان. في الفكين توجد أسنانا كلها مدببة وطويلة. ويتميز البراكيوصور برقبة طويلة جدا تبلغ 8 إلى 9 أمتار ويتكون من 14 فقرة (فقرات الرقبة) وهذ العدد لا يختلف عن عددها لدي الأنواع الأخرى من ديناصورات الصوروبودا إلا أنها في البراكيوصور كانت أطول ثلاثة مرات من فقرات الظهر. كما كانت الرجلان الأماميتان له أطول من رجليه الخلفيتين (وهذا مانراه في الزرافة). يقترب شكل البراكيوصور من أخيه زرافاتيتيان.

## الأحفوريات

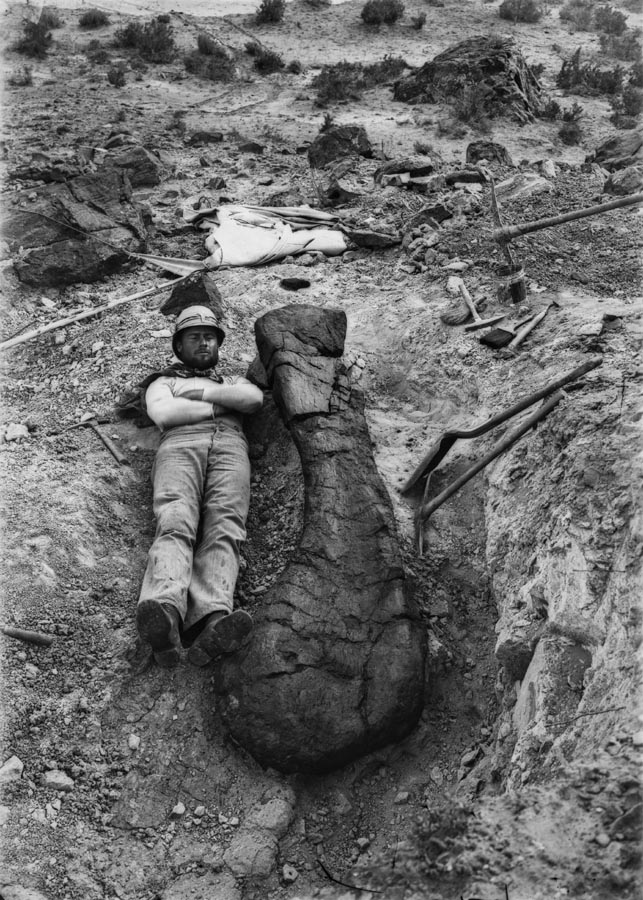
أحد مساعدي العالم "ريجز" بجوار عظمة الفخذ لديناصور "براكيوصور ألتيثوراكس"

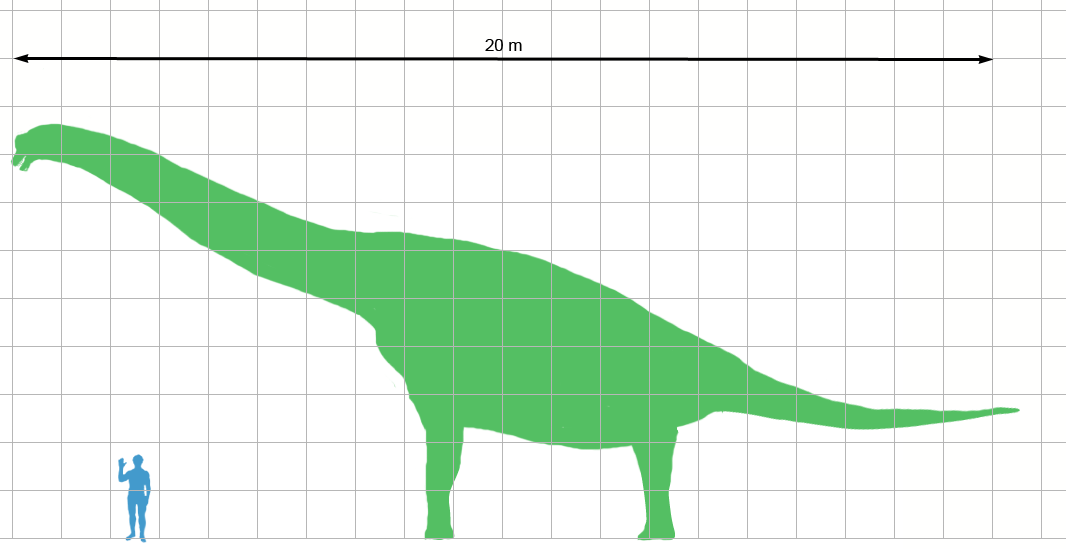
مقارنة الحجم مع الإنسان

عثر على أحفوريات البراكيوصور في أمريكا الشمالية وكذلك من الجزائر والبرتغال. إلا أن دراسة «نوجاردي»(nougaredi (1960 لأحفوريات التي وجدت في الجزائر فلا زالت تجري حولها مناقشات.
وطبقا للعلماء «أبشيرش» وباريت و«دودسن» لا تنتمي أحفوريات إلى براكيوصور وإنما إلى أحد عائلات البراكيوصوريدا (2004).

## ألتراصور
في مجموعة العظام الاحفورية المسماة مجموعة موريسون يوجد بها عدة عظام فائقة الكبر لأحد البراكيوصورات كان أكبر كثيرا عن البراكيوصور، لذلك أسموه «ألتراصور» Ultrasauros أي «الديناصور الفائق» في عام 1990 . ويقدر طول الألتراصور بنحو 30 متر، ووزنه بنحو 100 طن.

## في الثقافة الشعبية
ظهر البراكيوصورس في فيلم حديقة جوراسية (فيلم) كما ظهر في الوثائقي برفقة الديناصورات.

## اقرأ أيضًا
- ديناصور
- صوروبودا
- تيرانوصور
- تربوصور
- تريسراتبس
- كيراتوبسيا